# Hammarby IF
Hammarby Idrottsförening (literalmente del sueco: «Club Deportivo Hammarby»), comúnmente conocido como Hammarby IF o simplemente Hammarby (pronunciación sueca: [²hamːarˌbyː] o, especialmente localmente, [-ˌbʏ]), es un club deportivo sueco ubicado en Estocolmo, con varios miembros, organizaciones activas en una variedad de deportes diferentes.
Fue fundado en 1889 como Hammarby Roddförening («Asociación de Remo Hammarby»), pero en 1897 el club se había diversificado y participaba en diferentes deportes, lo que condujo al cambio de nombre a Hammarby IF. En 1999, el club se reorganizó en un formato legal denominado en sueco como alliansförening («asociación de alianzas»), y cada uno de los departamentos del club se convirtió en una entidad legal separada que cooperó bajo el paraguas de «Hammarby IF».
El Hammarby es uno de los clubes más exitosos de Suecia con 242 medallas de oro en el campeonato nacional, 260 medallas de plata y 256 de bronce en diferentes deportes.

## Secciones deportivas
| Deporte            | Nombre del club                                                                   | Fundación | Unión a HIF | Estadio                  |
| ------------------ | --------------------------------------------------------------------------------- | --------- | ----------- | ------------------------ |
| Pulso              | Hammarby IF Armbrytarförening                                                     | 2014      | 2014        |                          |
| Atletismo          | Hammarby IF Friidrottsförening                                                    | 1897      | 1897        |                          |
| Bandy              | Hammarby IF Bandy                                                                 | 1905      | 1905        | Zinkensdamms IP          |
| Baloncesto         | Hammarby IF Basket                                                                | 1975      | 2015        | Farstahallen             |
| Bolas              | Hammarby IF Bouleförening                                                         | 2002      | 2002        |                          |
| Bolos              | Hammarby IF Bowlingförening                                                       | 1938      | 1938        | Brännkyrka Bowlingcenter |
| Boxeo              | Hammarby IF Boxningsförening                                                      | 1919      | 1969        |                          |
| Floorball          | Hammarby IF Innebandy                                                             | 1993      | 1993        | Sjöstadshallen           |
| Fútbol             | Hammarby IF Fotbollförening (masculino) Hammarby IF Damfotbollförening (femenino) | 1915 1970 | 1915 1970   | Tele2 Arena Hammarby IP  |
| Goalball           | Hammarby IF Goalbollförening                                                      | 2000      | 2000        |                          |
| Balonmano          | Hammarby IF Handboll                                                              | 1939      | 1939        | Eriksdalshallen          |
| Hockey sobre hielo | Hammarby IF Ishockeyförening                                                      | 2008      | 2013        | LW-Hallen                |
| Orientación        | Hammarby IF Orienteringsförening                                                  | 1922      | 1922        |                          |
| Remo               | Hammarby IF Roddförening                                                          | 1889      | 1889        |                          |
| Rugby              | Hammarby IF Rugby                                                                 | 2000      | 2000        |                          |
| Speedway           | Hammarby Speedway                                                                 | 2003      | 2003        |                          |
| Esquí              | Hammarby IF Skidförening                                                          | 1937      | 1937        |                          |
| Tenis de mesa      | Hammarby IF Bordtennisförening                                                    | 1948      | 2010        |                          |

### Antiguas secciones
- Hammarby Hockey (1921–2008)